# Candidus (Historiker)
Candidus (griechisch Kandidos) war ein spätantiker Geschichtsschreiber, der im späten 5. Jahrhundert lebte.
Alle unsere Informationen über Candidus und sein Werk stammen aus der Bibliotheke des Photios (Codex 79), der Candidus’ Stil als unangemessen und unelegant kritisiert, und einem kurzen Eintrag in der Suda (chi 245). Nach dem Exzerpt des Photios stammte Candidus aus Isaurien (Isauria Tracheia) und war als notarius tätig; allerdings fungierte er in dieser Position nicht in kaiserlichen Diensten, sondern diente einigen prominenten Isauriern. Er war ein „orthodoxer“ Christ und unterstützte laut Photios die Beschlüsse des Konzils von Chalkedon.
Candidus verfasste ein griechisches Geschichtswerk in drei Büchern, das den Zeitraum von der Thronbesteigung Kaiser Leos I. (457) bis zu der des Anastasius (491) umfasste, also genau jene Phase, in der die Isaurier eine besonders wichtige Rolle im Oströmischen Reich spielten. Candidus schilderte so etwa den Sturz des Heermeisters Aspar, die Absetzung des Romulus Augustulus in Italien (476) und die Regierungszeit Zenons, eines gebürtigen Isauriers. Diesem stand Candidus offenbar feindselig gegenüber. Candidus erwähnt auch eine Gesandtschaft „der Gallier aus dem Westen, die gegen Odoaker rebellierten“ zum Hof Kaiser Zenons, die möglicherweise Syagrius entsandt hat.
Ob und inwieweit Candidus’ Historien von späteren Autoren benutzt wurden, ist kaum abzuschätzen. Umberto Roberto plädiert aber dafür, dass Candidus eine wichtige Quelle für Johannes von Antiochia bezüglich der Regierungszeit Zenons war.

## Ausgaben
- Anthony Kaldellis: Kandidos (748). In: Brill’s New Jacoby (Text, englische Übersetzung, Kommentar und biographische Skizze).